# Карина Марујама
Карина Марујама (јап. 丸山 桂里奈; 26. март 1983) бивша је јапанска фудбалерка.

## Репрезентација
За репрезентацију Јапана дебитовала је 2002. године. Са репрезентацијом Јапана наступала је на три Олимпијским играма (2004, 2008. и 2012) и два Светска првенства (2003. и 2011). За тај тим одиграла је 79 утакмица и постигла је 14 голова.

## Статистика
| Јапан  | Јапан | Јапан |
| Год.   | Ута.  | Гол.  |
| ------ | ----- | ----- |
| 2002   | 5     | 0     |
| 2003   | 12    | 6     |
| 2004   | 11    | 3     |
| 2005   | 3     | 0     |
| 2006   | 9     | 1     |
| 2007   | 1     | 0     |
| 2008   | 17    | 3     |
| 2009   | 2     | 0     |
| 2010   | 0     | 0     |
| 2011   | 8     | 1     |
| 2012   | 5     | 0     |
| 2013   | 4     | 0     |
| 2014   | 2     | 0     |
| Укупно | 79    | 14    |